# Le Chalange

Le Chalange este o comună în departamentul Orne, Franța. În 1 ianuarie 2022 avea o populație de 84 de locuitori.